# Malekeh Jahan
Malekeh Jahan, Regina del Mondo (in persiano ملکه جهان‎; Teheran, 1875 – Sanremo, 1947), è stata una principessa persiana della dinastia Qajar.

## Biografia
Figlia del principe Kamran Mirza Na'eb-Saltaneh (1855-1927) e della principessa Sorour ol-Dowleh Qajar (? - ?), nipote di Nasser al-Din Shah Qajar. È stata consorte reale dello Scià Mohammad Ali Qajar (1853-1907) e madre di Ahmad Qajar, l'ultimo Scià di Persia della Dinastia Qajar.
Nel 1923, Malekeh Jahan venne inviata in esilio con la sua famiglia, dove si dedicarono a un "Gran Tour" in Europa per poi stabilirsi a Sanremo con il marito. I figli si divisero tra Svizzera e Inghilterra. Nel 1925, Reza Khan venne proclamato Scià dando inizio' alla Dinastia Pahlavi. Durante gli anni dell'esilio, Malekeh Jahan scrisse un libro di preghiere dal nome "Borhan-ol-Iman (Prova di fede)".

## Titoli ed Onorificenze
- Consorte reale Shahzadeh Khanoum[5]
- Consorte ufficiale (in persiano: Sīḡa to ʿAqdī)
- Regina Madre (in persiano: Walida Shah o Umm al-Khakan)